# شهيد يوسف
شهيد يوسف (15 يونيو 1986 في باكستان - ) (بالأردوية: شاہد یوسف)‏ (بالإنجليزية: شاہد یوسف)‏ هو لاعب كريكت باكستاني. لعب مع Lahore Badshahs ‏.

## وصلات خارجية
- شهيد يوسف على موقع إي آس بي آن كريك إنفو (الإنجليزية)